# 몽고의 동쪽
몽고의 동쪽은 한국에서 제작된 최경섭 감독의 1964년 영화이다. 황해 등이 주연으로 출연하였고 이봉영 등이 제작에 참여하였다.

## 출연

### 주연
- 황해
- 허장강
- 김혜정
- 태현실

## 제작진
- 조명: 이영수
- 조연출: 이장호
- 미술: 홍성칠